# Телеграфний код

Елементарна посилка

Код телеграфний— прийнята в телеграфії умовна система позначень, в якій кожній літері або знаку відповідає своя комбінація елементарних посилок електричного струму. 
Елементарна посилка (елемент коду) - найкоротша за часом слідування; з таких посилок складаються всі інші. Кількість елементарних посилок для позначення кожного знака в телеграфному коді.

## Різновиди телеграфного коду
Залежно від тривалості елементарної посилки в коді вона може бути
- різною (нерівномірні коди)
- чи однаковою (рівномірні коди).

Число значень, яке може набувати елементарна посилка в процесі передачі, називається основою коду. За цією ознакою коди діляться на бінарні (двійкові), потрійні, тощо. Залежно від числа елементарних посилок для передачі знаків розрізняють рівномірні коди 5-елементні, 6-елементні тощо. 
В нерівномірному коді Морзе знаки позначаються комбінаціями з посилок струму різної тривалості: елементарних посилок (точка) і посилок потроєної в порівнянні з точкою тривалості (тире).

Первинний рівномірний телеграфний код  розробив Еміль Бодо у 1870 р. для свого телеграфа. Код вводився спеціальною п'ятикнопковою клавіатурою, натискання клавіші чи відсутність натискання відповідало передаванню чи непередаванню одного символа в п'яти-бітному коді. Найбільша швидкість передачі —  близько 190 знаків на хвилину (16 біт в секунду; чи 4 бода).

В коді Бодо елементами є посилка чи відсутність посилки однакової тривалості та абсолютної величини, але різної полярності. Код Бодо є рівномірним, кожній букві відповідає п'ять елементарних знаків. Всього комбінацій можна скласти 25=32 . Для збільшення кількості знаків в апаратах Бодо застосовується другий регістр також з 32 знаками.
Через низьку економічність, малу придатність для літеродрукувального прийому код Морзе в комерційній телеграфії використовується рідко. Найбільше застосування отримав 5-елементний рівномірний код № 2, рекомендований Міжнародним консультативним комітетом з телефонії і телеграфії (МККТТ)  в 1932 році.
Праворуч показаний код № 2, який використовується в телеграфних апаратах США. У цьому коді не збігаються з дво-регістровим міжнародним кодом № 2 три значення. 
Телеграфний обмін в бувшому   СРСР вівся як на російській, так і на латинській абетках. З цією метою в СРСР за основу в телеграфному обміні був прийнятий МТК-2 — три-регістровий код № 2 з російським і латинським алфавітами, що відрізняється від дво-регістрового  міжнародного додаванням російського алфавіту і регістра для переведення апарата на роботу з російським алфавітом. У коді № 2 комбінації посилок струму розрізняються тільки послідовністю плюсових та мінусових (або інтервальних) посилок струму. Для рівномірних кодів, до яких відноситься і код № 2, число можливих комбінацій N визначається за формулою: 
N = mn, де n - кількість елементів коду, т - основа коду.

### МТК-2
| Шістнадцятковий код | Десятковий код | Двійковий код | Латинські літери               | Російські літери               | Цифри                          |
| 0x03                | 3              | 00011         | A                              | А                              | -                              |
| 0x19                | 25             | 11001         | B                              | Б                              | ?                              |
| 0x0E                | 14             | 01110         | C                              | Ц                              | :                              |
| 0x09                | 9              | 01001         | D                              | Д                              | Хто там?                       |
| 0x01                | 1              | 00001         | Е                              | Е                              | З                              |
| 0x0D                | 13             | 01101         | F                              | Ф                              | Э                              |
| 0x1A                | 26             | 11010         | G                              | Г                              | Ш                              |
| 0x14                | 20             | 10100         | H                              | Х                              | Щ                              |
| 0x06                | 6              | 00110         | I                              | И                              | 8                              |
| 0x0B                | 11             | 01011         | J                              | Й                              | Ю, Дзвоник                     |
| 0x0F                | 15             | 01111         | K                              | К                              | (                              |
| 0x12                | 18             | 10010         | L                              | Л                              | )                              |
| 0x1C                | 28             | 11100         | M                              | М                              | .                              |
| 0x0C                | 12             | 01100         | N                              | Н                              | ,                              |
| 0x18                | 24             | 11000         | O                              | О                              | 9                              |
| 0x16                | 22             | 10110         | P                              | П                              | 0                              |
| 0x17                | 23             | 10111         | Q                              | Я                              | 1                              |
| 0x0A                | 10             | 01010         | R                              | Р                              | 4                              |
| 0x05                | 5              | 00101         | S                              | С                              | '                              |
| 0x10                | 16             | 10000         | T                              | Т                              | 5                              |
| 0x07                | 7              | 00111         | U                              | У                              | 7                              |
| 0x1E                | 30             | 11110         | V                              | Ж                              | =                              |
| 0x13                | 19             | 10011         | W                              | В                              | 2                              |
| 0x1D                | 29             | 11101         | X                              | Ь                              | /                              |
| 0x15                | 21             | 10101         | Y                              | Ы                              | 6                              |
| 0x11                | 17             | 10001         | Z                              | З                              | +                              |
| 0x04                | 4              | 00100         | Пробіл                         | Пробіл                         | Пробіл                         |
| 0x08                | 8              | 01000         | Повернення каретки <           | Повернення каретки <           | Повернення каретки <           |
| 0x02                | 2              | 00010         | Переведення наступного рядка Ξ | Переведення наступного рядка Ξ | Переведення наступного рядка Ξ |
| 0x1F                | 31             | 11111         | Перемикання на латинські букви | Перемикання на латинські букви | Перемикання на латинські букви |
| 0x1B                | 27             | 11011         | Перемикання на цифри           | Перемикання на цифри           | Перемикання на цифри           |
| 0x00                | 0              | 00000         | Перемикання на російські букви | Перемикання на російські букви | Перемикання на російські букви |

Оскільки кількість літер в російській абетці більша, аніж в латинських, деякі літери були перенесені на цифровий регістр. З таблиці очевидно, що "на цифрах" слід набирати: Ч, Ш, Щ, Ю, Э